# Filialkirche Sankt Blasen

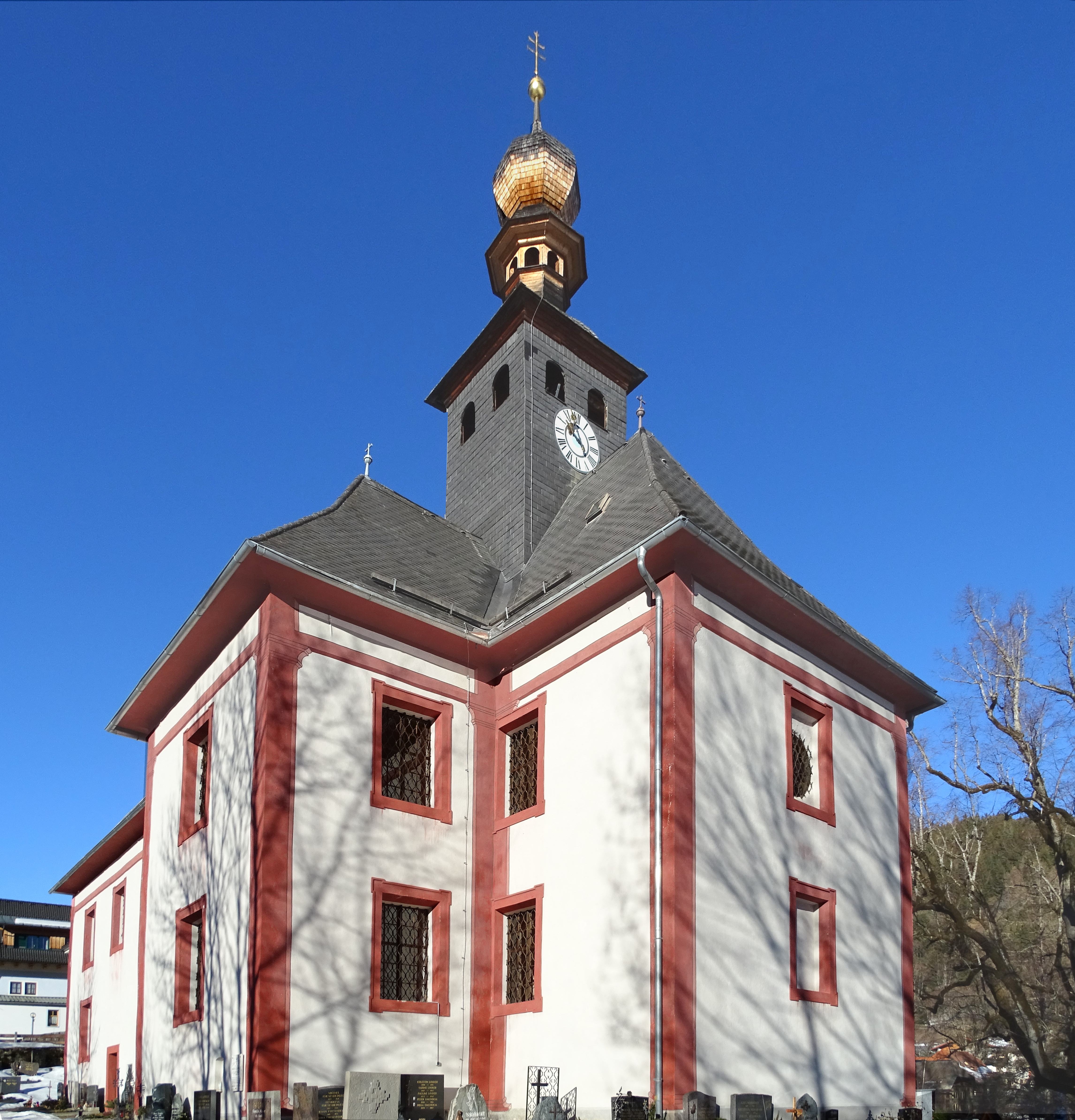
Blick von Südosten auf die Kirche.

Die Filialkirche Sankt Blasen ist eine denkmalgeschützte römisch-katholische Filialkirche in der zur Marktgemeinde Sankt Lambrecht gehörenden Ortschaft Sankt Blasen in der Obersteiermark. Die dem heiligen Blasius gewidmete Kirche gehört zum Seelsorgeraum St. Lambrecht in der Diözese Graz-Seckau und ist der Pfarre St. Lambrecht unterstellt. Im Mittelalter war Sankt Blasen ein Wallfahrtsort. Der alte Kirchenbau wurde in der ersten Hälfte des 18. Jahrhunderts durch einen barocken Neubau ersetzt.

## Standort
Die Kirche steht in Sankt Blasen, einem nördlich des Gemeindezentrums von Sankt Lambrecht gelegenen Kirchweiler, auf einem vom Rosseck nach Südosten streichenden Ausläufer, der im Süden vom Blasenerbach und im Osten vom Vorderbach begrenzt wird. Direkt westlich der Kirche befinden sich die ehemalige Schule von Sankt Blasen sowie der Gasthof Kirchmoar.
Rund um die Kirche liegt der Friedhof von Sankt Blasen.

## Geschichte
Die Verehrung des heiligen Blasius in der Gegend um Sankt Lambrecht dürfte auf den Lambrechter Abt Hartmann I. zurückgehen, der aus dem im Schwarzwald gelegenen Kloster St. Blasien stammte. Der Kirchenbau wurde vermutlich aber erst von seinen Nachfolger Udalrich I.  begonnen, jedoch zumindest während dessen Amtszeit beendet. Laut der Konsekrationsurkunde wurde die fertige Kirche am 7. Jänner 1126 von Bischof Reginbert von Brixen geweiht und war der erste vom Stift St. Lambrecht errichtete Kirchenbau außerhalb des Klosters. Seit dem 12. Jahrhundert lässt sich der Brauch belegen, dass am Bittmontag, einem der Bitttage, eine Prozession von der Stiftskirche St. Lambrecht nach Sankt Blasen stattfindet. Im Mittelalter war Sankt Blasen ein Wallfahrtsort und der heilige Blasius wurde hier hauptsächlich als Patron der Waldtiere und als Viehpatron verehrt. Zu jener Zeit gab es neben der Kirche auch noch die vermutlich um 1300 als Rundbau ausgeführte romanische Annakapelle auf dem Friedhof. Wie Petrus Weixler in seiner 1637 niedergeschriebenen Chronik sagt, kamen vor allem Bergleute und aus Tirol stammende Metallarbeiter als Pilger zu der Kirche und zur Annakapelle, da die heilige Anna auch Schutzpatronin der Bergleute war. Dieser Zuzug lässt sich vor allem mit dem Bergbau auf Arsenik in dieser Gegend erklären. Über die frühe Geschichte der Kirche gibt ein aus dem 15. Jahrhundert stammendes Pergament Auskunft, das sich seit 1743 im Stift St. Lambrecht befindet. Dieses Pergament wurde vermutlich vom 1443 resignierten Abt des Stiftes Lilienfeld Stephan Mugel in Auftrag gegeben, der nach seiner Resignation in das Stift St. Lambrecht kam und möglicherweise die Seelsorge in Sankt Blasen übernahm.
Der alte Kirchenbau und auch die Annakapelle wurden 1718 abgebrochen und von 1718 bis 1721 durch einen barocken Neubau ersetzt. Als Ersatz für die Annakapelle wurde im Neubau ein Annaaltar errichtet. Wie bedeutend der Kirchenpatron als Viehpatron in der Gegend war, zeigt etwa der 25. Jänner 1756. An diesem Tag sollen 2000 Menschen in einer Prozession nach Sankt Blasen gekommen sein, um für die Abwendung einer Viehseuche zu beten. Im Jahr 1959 wurde der Innenraum renoviert, eine Renovierung des Kirchenäußeren folgte 1961. In den Jahren 1967/68 wurde die Einrichtung restauriert.
Durch Blitzschlag kam es am 3. September 2015 zu einem Brand des Kirchturms. Die Ausbreitung des Feuers konnte verhindert werden, allerdings traten durch die Löscharbeiten und das dafür eingesetzte Löschwasser Wasserschäden am Kircheninventar auf.

## Architektur und Ausstattung
Die Filialkirche ist ein großer und schlichter barocker Kirchenbau mit einem kreuzförmigen Grundriss. In den Querarmen liegt die Sakristei mit darüberliegenden Oratorien. In ihrer Architektur ähnelt die Kirche von Sankt Blasen der fast zur gleichen Zeit neu errichteten und ebenfalls dem Stift St. Lambrecht unterstellten Pfarrkirche von Kainach bei Voitsberg.

### Außen- und Innenarchitektur

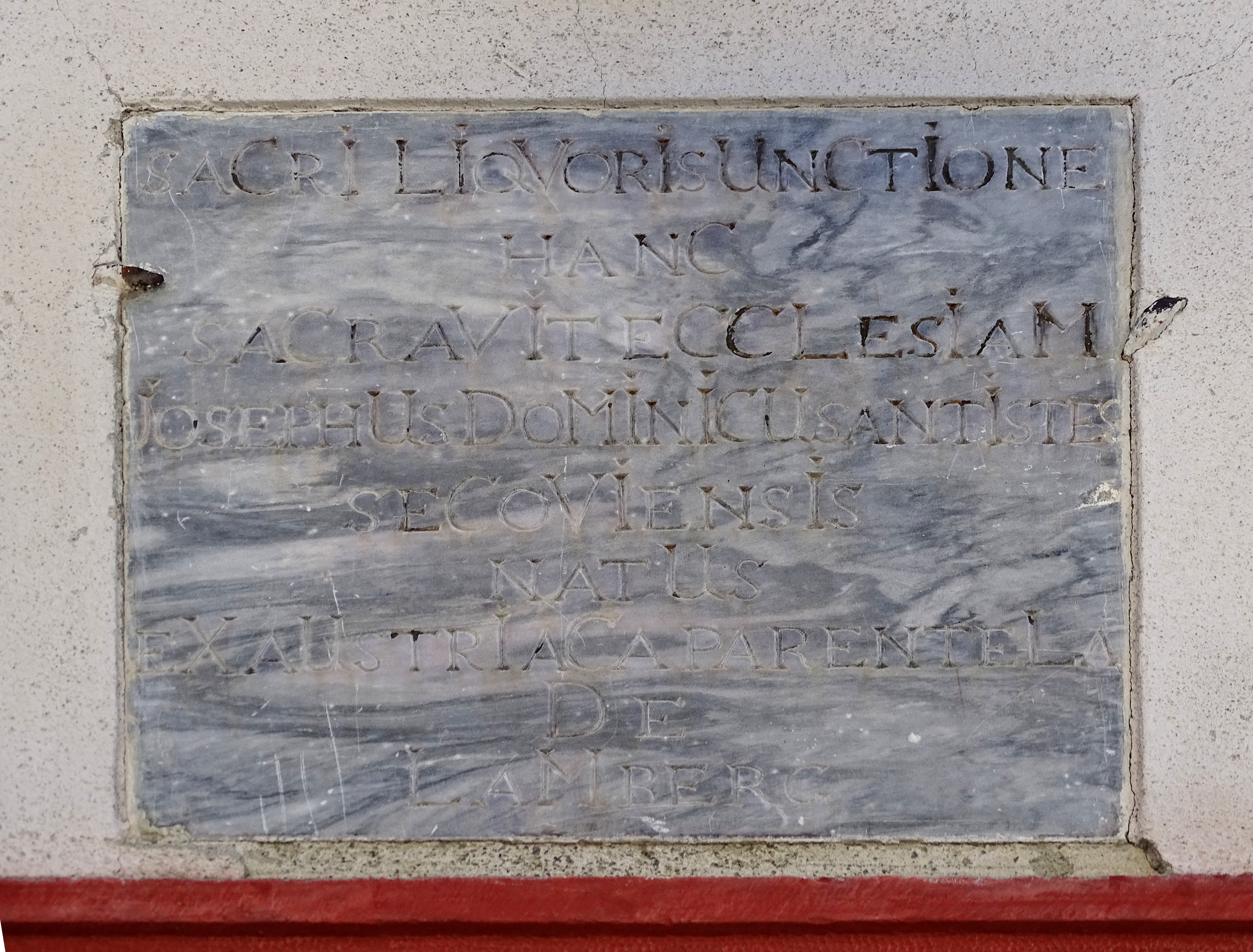
Die über dem westlichen Portal angebrachte Weiheinschrift aus dem Jahr 1721.

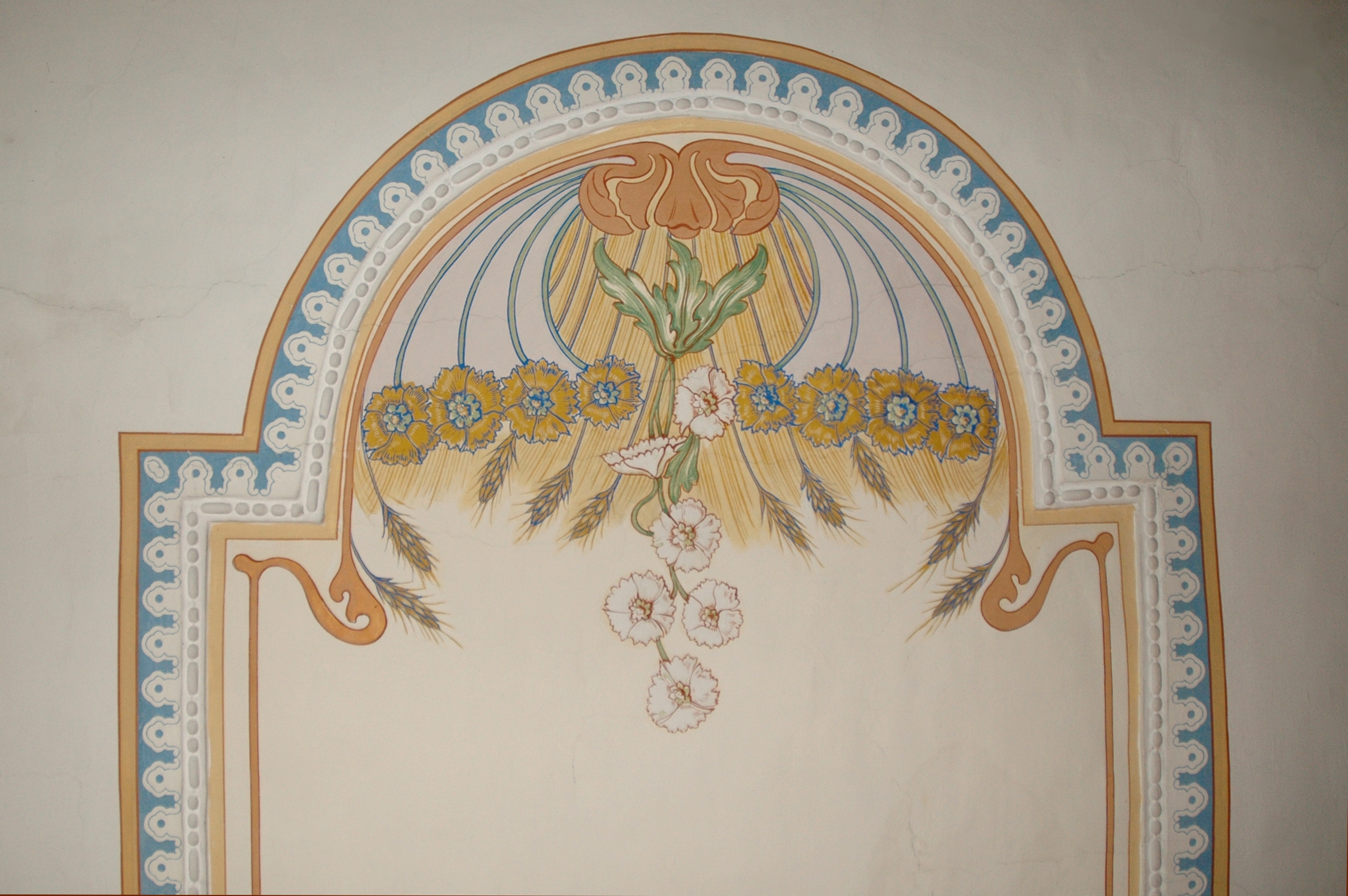
Detail der Deckenfresken.

Die Außenwände der Kirche sind einfach gehalten und werden durch gemalte und geputzte Tür- und Fensterrahmen und Ecklisenen gegliedert. Die Ecklisenen haben die Form von aufgemalten Säulen. Das Kirchenschiff sowie der Chor und die Sakristei haben ein mit Ziegeln gedecktes Walmdach. Dabei überragt das Dach des Kirchenschiffs das der Anbauten. Auf den vier Dachgraten befinden sich jeweils eine Kugel mit darauf stehendem Kreuz. Über der Vierung ist ein hölzerner Dachreiter mit Haube, Laterne und Zwiebel aufgesetzt. Durch je ein an der Nord-, West und der Südseite des Langhauses gelegenes Portal gelangt man in das Kircheninnere. Über dem westlichen Portal ist Weiheinschrift aus dem Jahr 1721 angebracht.
Das Kircheninnere ist nicht eingewölbt, sondern hat eine mit Perlstabstuck verzierte Flachdecke. Auf beiden Seiten des Langhauses befinden sich je zwei Seitenkapellen. Über die Seitenkapellen und an den Rändern des Langhauses verläuft eine umlaufende offene Empore. Die Empore im Westen ist die Orgelempore. Durch übereinanderliegende einfache Rechteckfenster gelangt Licht in das Kirchenschiff und zu den Emporen.

### Ausstattung
Den als Säulenaltar gestalteten Hochaltar schuf laut einer Urkunde 1726 Balthasar Prandtstätter; 1730 wurde er von Johann Michael Eisenschmidt gefasst. Im Jahr 1904 wurde der Altar renoviert. Die Statue im Mittelteil des Altars zeigt den heiligen Blasius in sitzender Position. Rechts von dieser Figur stehen Statuen der Heiligen Leonhard und Florian, links sind es Statuen der Heiligen Benedikt und Sebastian. Im Altaraufsatz befindet sich eine Darstellung der Krönung Mariens. Das geschnitzte Antemensale des Hochaltars ist mit Ornamenten aus Bandelwerk verziert.
Im Langhaus stehen vier Seitenaltäre, auf der linken Seite des Langhauses der Antoniusaltar und der davorstehende Annaaltar. Der Antoniusaltar wurde um 1640 errichtet und stammt aus dem Vorgängerbau der Kirche. Aus derselben Zeit stammen auch die zwei darauf stehenden Figuren der Heiligen Benedikt und Lambert. Die Antoniusfigur wurde vermutlich im 18. Jahrhundert angefertigt. Im Altaraufsatz befindet sich eine um 1700 geschaffene Darstellung der Maria mit Kind. Der Annaaltar wird erstmals 1743 urkundlich erwähnt und wurde als Ersatz für die vormals hier befindliche Annakapelle errichtet. Auf der rechten Langhausseite stehen der Veitsaltar und davor der Kreuzaltar. Wie der Antoniusaltar, so wurden auch Teile des Veitsaltars aus der alten Kirche übernommen. Der Altar selbst stammt aus dem Ende des 17. Jahrhunderts und trägt ein im Ende des 15. Jahrhunderts angefertigtes spätgotisches Relief des heiligen Veit. Der Kreuzaltar wurde um 1760 verändert und 1769 von Ferdinand Walter gefasst.
Die Kanzel der Kirche wurde vor 1769 aufgestellt, aber in diesem Jahr von Ferdinand Walter gefasst.
Eine hölzerne Barockfigur des heiligen Blasius im Kircheninneren stammt aus der Mitte des 18. Jahrhunderts. Auch ein Kruzifix aus der zweiten Hälfte des 17. Jahrhunderts hängt im Innenraum. Ein im 18. Jahrhundert gemaltes Bild zeigt den Tod des heiligen Franz Xaver. In der Annakapelle befindet sich ein von Balthasar Prandtstätter um 1730 aus Schmiedeeisen gefertigter Arm mit fliegenden Engeln. Ein vierarmiger Hängeleuchter aus Metall wurde 1905 von Joh. Kabiner in Klagenfurt angefertigt. Ein weiterer Hängeleuchter, der aus Glas und einen Metallreifen besteht, stammt aus der ersten Hälfte des 19. Jahrhunderts.
Die Orgel wurde im Jahr 1900 von Albert Mauracher aufgestellt.
Mehrere Votivtafeln aus dem 18. und 19. Jahrhundert sind erhalten geblieben und erzählen von vermeintlichen Wunderheilungen, vor allem bei Erkrankungen des Halses. Sie zeugen von der Vergangenheit der Kirche als Wallfahrtsort.

## Rezeption

### Legende und Sagen
In Sankt Blasen soll es einer Legende nach einst auch ein Kloster gegeben haben, das von den einfallenden Horden Attilas zerstört wurde. Die Mönche des Klosters soll der Hunnenkönig an einer Linde neben der Kirche aufgehängt haben. Einer anderen Variante der Legende nach flüchteten die Mönche des Klosters unter ihrem Abt Silvinus, nachdem sie die Reliquien des heiligen Blasius, darunter unter anderem seinen Kopf, versteckt hatten, in die Lombardei und kehrten erst später zurück, nachdem die Hunnen das Kloster niedergebrannt hatten. Von dieser Legende berichtet unter anderem Johannes Menestarffer oder Manesdorfer im Jahr 1482, der als erster Chronist des Stiftes St. Lambrecht angesehen werden kann. Er sah die Schilderung allerdings nicht als Legende, sondern hielt sie für eine wahre Begebenheit. Auch spätere Chronisten übernahmen diese Legende als historische Tatsache. Allein schon aufgrund der hohen Zeitdifferenz von über 500 Jahren zwischen den Einfällen der Hunnen unter Attila und der Gründung des Stiftes St. Lambrecht im 11. Jahrhundert scheint die Legende jedoch unglaubwürdig, ebenso ist eine bereits so frühe Blasiusverehrung unwahrscheinlich. Der St. Lambrechter Chronist Maximilian de Sanuis nahm später wiederum an, dass das vermeintliche Kloster erst später, und zwar entweder 792 von den Hunnen, 902 von den Awaren oder 944 von den Ungarn zerstört worden sei. Dennoch gibt es keine handfesten Beweise für die ehemalige Existenz eines Klosters in Sankt Blasen. Wie der Historiker Othmar Wonisch bemerkte, gibt es aber einige Parallelen der Legende zu einer, die sich um das 1429 von den Hussiten niedergebrannte Kloster Zlatá Koruna dreht. Auch dort sollen Mönche an einem Baum aufgehängt worden sein. Wonisch sieht eine Möglichkeit der Sagenwanderung, die vielleicht mit dem resignierten Zisterzienserabt Stephan Mugel zusammenhängt, der nach seiner Resignation nach Sankt Lambrecht kam. Die so hierher gewanderte Sage wurde in den folgenden Jahren von den Stiftschronisten immer weiter ausgeschmückt und um regionale Begebenheiten erweitert.
Aus der Legende vom Kloster entwickelte sich im Volksmund die Sage, dass die Blätter der Linde neben der Kirche die Form von Kapuzen angenommen hätten und der Baum auch nur auf der Seite blühe, an der die Mönche aufgehängt worden waren. Diese Sage wird bereits in der 1731 von Oddo Koptick verfassten Stiftsgeschichte erwähnt. In einer Variante der Volkssage wurde das Kloster durch Margarete Maultasch zerstört.

### Wappen

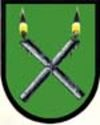
Das alte, bis 2015 gültige Wappen der Gemeinde Sankt Blasen. Die beiden gekreuzten Kerzen weisen auf den Blasiussegen hin.
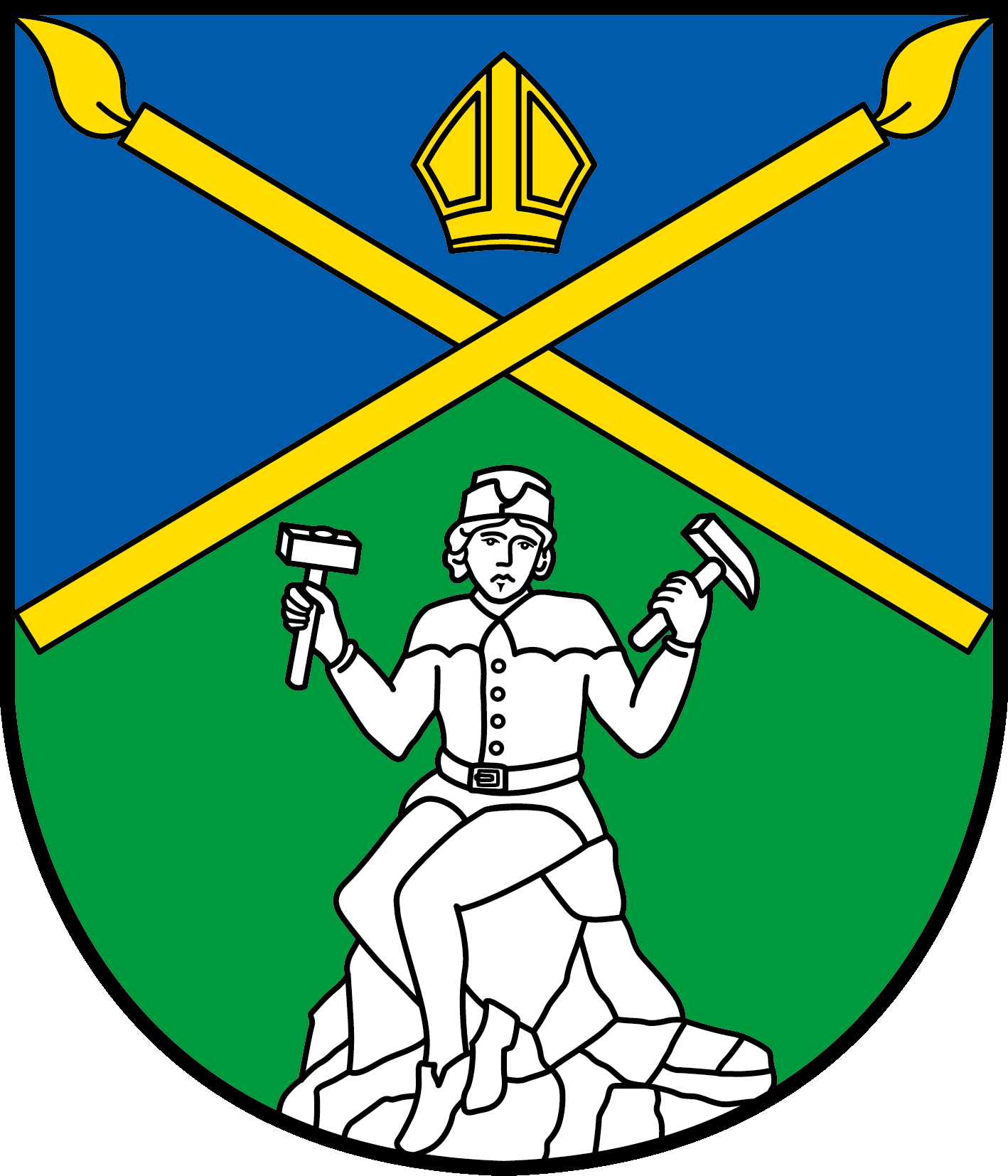
Das 2016 verliehene neue Gemeindewappen zeigt ebenfalls zwei gekreuzte Kerzen, welche wiederum auf den Blasiussegen hinweisen.

Das am 14. Jänner 1974 verliehene Gemeindewappen, das bis zur Zusammenlegung von Sankt Blasen mit Sankt Lambrecht im Rahmen der steiermärkischen Gemeindestrukturreform am 1. Jänner 2015 Gültigkeit hatte, nimmt indirekt Bezug auf die Filialkirche von Sankt Blasen. Die Blasonierung lautet: „Im grünen Schild zwei schräggekreuzte silberne Kerzen mit goldenen Flammen.“ Die zwei gekreuzten Kerzen weisen dabei auf den Brauch des Blasiussegens und damit auf den heiligen Blasius als Kirchenpatron hin.
Auch das am 15. September 2016 verliehene neue Gemeindewappen von Sankt Lambrecht nimmt erneut indirekten Bezug auf die Filialkirche. Die Blasonierung dieses Wappens lautet: „Im durch zwei goldene gekreuzte und in die Schildecken sowie an die Schildränder reichende brennende Kerzen von Blau zu Grün geteilten Schild unten silbern ein mit gekreuzten Beinen auf Felsgestein sitzender und Hammer und Schlägel aufrecht in Händen haltender Bergmann in historischer Tracht, oben mittig eine goldene Mitra.“ Wie bereits im alten Gemeindewappen so weisen auch im neuen Wappen die beiden gekreuzten Kerzen auf den Blasiussegen und damit indirekt auch auf den Kirchenpatron von Sankt Blasen hin.